# Indratno
Indratno (* um 1945, auch bekannt als Tjia Kian Sien) ist ein ehemaliger indonesischer Badmintonspieler.

## Karriere
1970 siegte Indratno mit dem indonesischen Team im Thomas Cup, der Weltmeisterschaft für Männermannschaften, wobei er ein Doppel mit Mintarja gegen Ng Boon Bee und Punch Gunalan im Finale gegen Malaysia verlor, das andere Doppel gegen Tan Aik Huang und Ng Tat Wai jedoch gewann. Bei den Singapur Open 1967 stand er im Doppel im Finale, unterlag dort jedoch  Tan Yee Khan und Ng Boon Bee. Im Halbfinale zuvor hatten die Indonesier Ippei Kojima und Masao Akiyama aus Japan in drei Sätzen bezwungen. Im Finale der Singapore Pesta Championships 1968 verloren sie erneut gegen Tan Yee Khan und Ng Boon Bee. Zum 4:1-Länderspielsieg gegen Singapur trug Indratno 1967 zwei Siege bei.

## Referenzen
- Die Singapur Open 1967 - Halbfinalbericht
- Die Singapur Open 1967 - Finale
- Singapore Pesta Championships 1968
- Länderspiel gegen Singapur

| Personendaten    | Personendaten                  |
| ---------------- | ------------------------------ |
| NAME             | Indratno                       |
| ALTERNATIVNAMEN  | Tjia Kian Sien                 |
| KURZBESCHREIBUNG | indonesischer Badmintonspieler |
| GEBURTSDATUM     | um 1945                        |